# Conus neptunus
Conus neptunus е вид охлюв от семейство Conidae. Видът не е застрашен от изчезване.

## Разпространение и местообитание
Разпространен е в Австралия (Куинсланд), Вануату, Соломонови острови и Филипини.
Обитава океани, морета и рифове.